# Сокольниково (городской округ Домодедово)
Сокольниково — деревня в городском округе Домодедово Московской области.

## География
Находится в южной части Московской области на расстоянии приблизительно 33 км на юг-юго-запад по прямой от железнодорожной станции Домодедово.

## История
Известна с XVII века как сельцо с 3 крестьянскими дворами и 20 жителями, кроме двора помещика Бугримова Ивана Венедиктова с тремя семьями «деловых людей».

## Население
| 2002 | 2010 |
| ---- | ---- |
| 10   | ↗14  |